# Costa Romantica
Die Costa Romantica war ein 1993 in Dienst gestelltes Kreuzfahrtschiff der Reederei Costa Crociere. Das Unternehmen betrieb das Schiff, das ab 2012 als Teil der „Costa neo-Collection“ unter dem Namen Costa neoRomantica fuhr, bis 2020 und verkaufte es anschließend an die zypriotische Reederei Celestyal Cruises. Anstatt einer geplanten Nutzung als neues Flaggschiff Celestyal Experience verkaufte diese das Schiff jedoch schon im folgenden Jahr, anschließend erhielt es den Namen Antares Experience und wurde im pakistanischen Gadani verschrottet.

## Geschichte

### Bau und Indienststellung
Am 30. Dezember 1985 wurde der Vertrag für den Bau der Costa Romantica unterzeichnet. Der Entwurf des Schiffes stammt von den Architekten Pierluigi Cerri und Ivana Porfiri des Mailänder Architekturbüros Gregotti e Associati. Das Schiff wurde am 14. Dezember 1988 mit der Baunummer 5899 auf der Fincantieri-Werft in Marghera, einem Stadtteil von Venedig, auf Kiel gelegt. Der Stapellauf erfolgte am 28. November 1992. Bei der Abnahme durch die Klassifizierungsgesellschaft RINA wurde das Schiff mit 53.049 BRZ vermessen und am 20. September 1993 an den Eigner übergeben. Zwei Tage später wurde das Schiff von Maria Alessandra Costa Fantoni getauft. Zu diesem Zeitpunkt waren die Costa Romantica und ihr Schwesterschiff Costa Classica die größten italienischen Passagierschiffe. Am 7. Oktober 1993 wurde die Costa Romantica in Genua in Dienst gestellt. Das Schiff fuhr zunächst unter der Flagge Italiens mit Heimathafen Neapel. Im Jahr 2000 wurde Genua der neue Heimathafen.
Eine Besonderheit der Costa Romantica und der Costa Classica war das „Lisbon-Deck“, ein rundes, völlig verglastes Plateau in circa 40 Meter Höhe über dem Meer.

### Umbau zurCosta neoRomantica
Von Ende Oktober 2011 bis Februar 2012 wurde die Costa Romantica für etwa 90 Millionen Euro im Trockendock der Werft San Giorgio del Porto in Genua in Zusammenarbeit mit der Werft T. Mariotti S.p.A. grundlegend renoviert und um zwei Halbdecks erweitert. Dabei entstanden 111 neue Kabinen und 120 weitere Kabinen wurden mit privaten Balkonen ausgestattet. Das „Lisbon-Deck“ wurde entfernt.
Zahlreiche Bereiche des Schiffs, beispielsweise der Spa-Bereich („Samsara“), diverse Bars, das Theater oder der Nachtclub entstanden neu oder wurden komplett umgestaltet. Die Entwürfe für den Umbau kamen von Syntax Design (Großbritannien) und Tillberg Design (Schweden).
Durch die Umbauarbeiten erhöhte sich die Bruttoraumzahl von 53.049 auf knapp 57.000 BRZ, die Kabinenanzahl stieg auf 789. Als sichtbares Zeichen der umfangreichen Modernisierung wurde das Schiff anschließend in Costa neoRomantica umbenannt.
Ab 2017 wurde das Schiff auf dem chinesischen Markt eingesetzt.

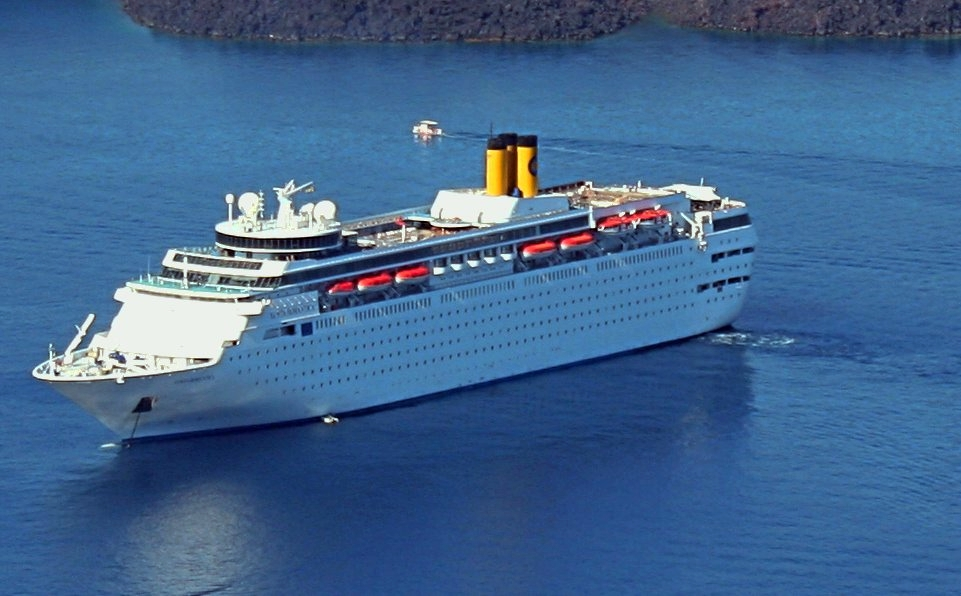
Vor dem Umbau
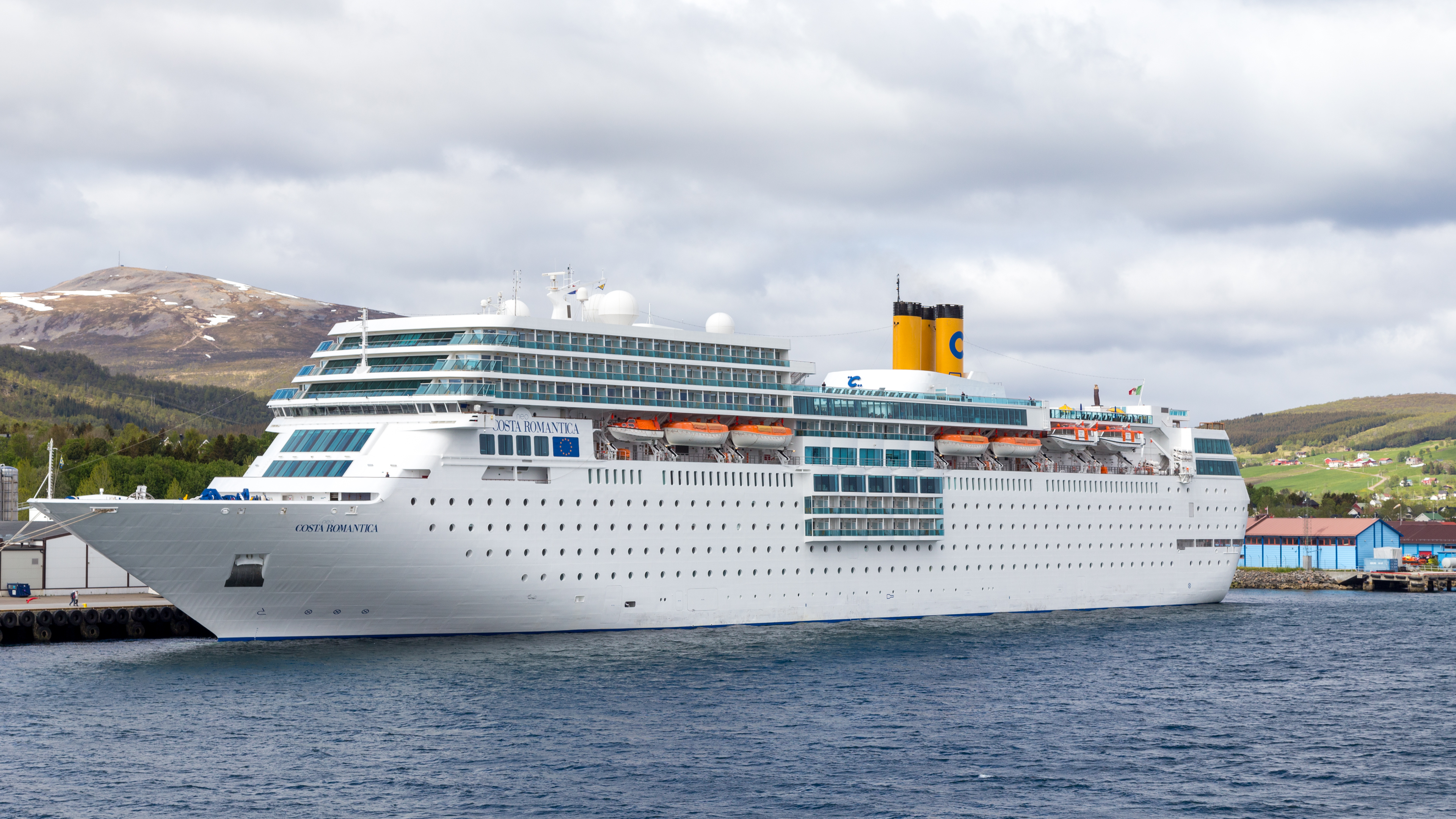
Nach dem Umbau

### Verkauf an Celestyal Cruises und Verschrottung
Im Zuge der COVID-19-Pandemie wurde das Schiff im Juli 2020 an Celestyal Cruises verkauft. Im August 2020 wurde das Schiff übergeben und in Celestyal Experience umbenannt. Das Schiff kam unter die Flagge Zyperns mit Heimathafen Limassol.
Im September 2021 gab Celestyal Cruises jedoch den Verkauf des Schiffes bekannt, ohne dass es jemals für Celestyal Cruises in Betrieb war. Erwerber des Schiffes war Beacon & Bay Shipping Service. Das Schiff wurde im Oktober 2021 übergeben. Neuer Name des unter die Flagge Liberias mit Heimathafen Monrovia gebrachten Schiffs wurde Antares Experience. Im folgenden Monat wurde die Antares Experience von Maker Shipping Ltd., Majuro, erworben und für die Überführung zur Abwrackwerft nach St. Kitts und Nevis mit Heimathafen Basseterre umgeflaggt. Am 3. Dezember 2021 wurde die Antares Experience bei den Abwrackwerften bei Gadani gestrandet.

## Zwischenfälle

### Zwischenfall 2015
Am 5. März 2015 geriet das Schiff zwischen Sizilien und Marseille in schwere See. Dabei verlor es einen Anker.

## Schwesterschiff
Die Celestyal Experience hatte ein Schwesterschiff, die im Jahr 1991 in Dienst gestellte Costa Classica. Heute heißt das Schiff Margaritaville at Sea Paradise.